# 北舟岡駅
北舟岡駅（きたふなおかえき）は、北海道伊達市舟岡町にある北海道旅客鉄道（JR北海道）室蘭本線の駅である。駅番号はH37。電報略号はキフ。事務管理コードは▲130339。

## 歴史

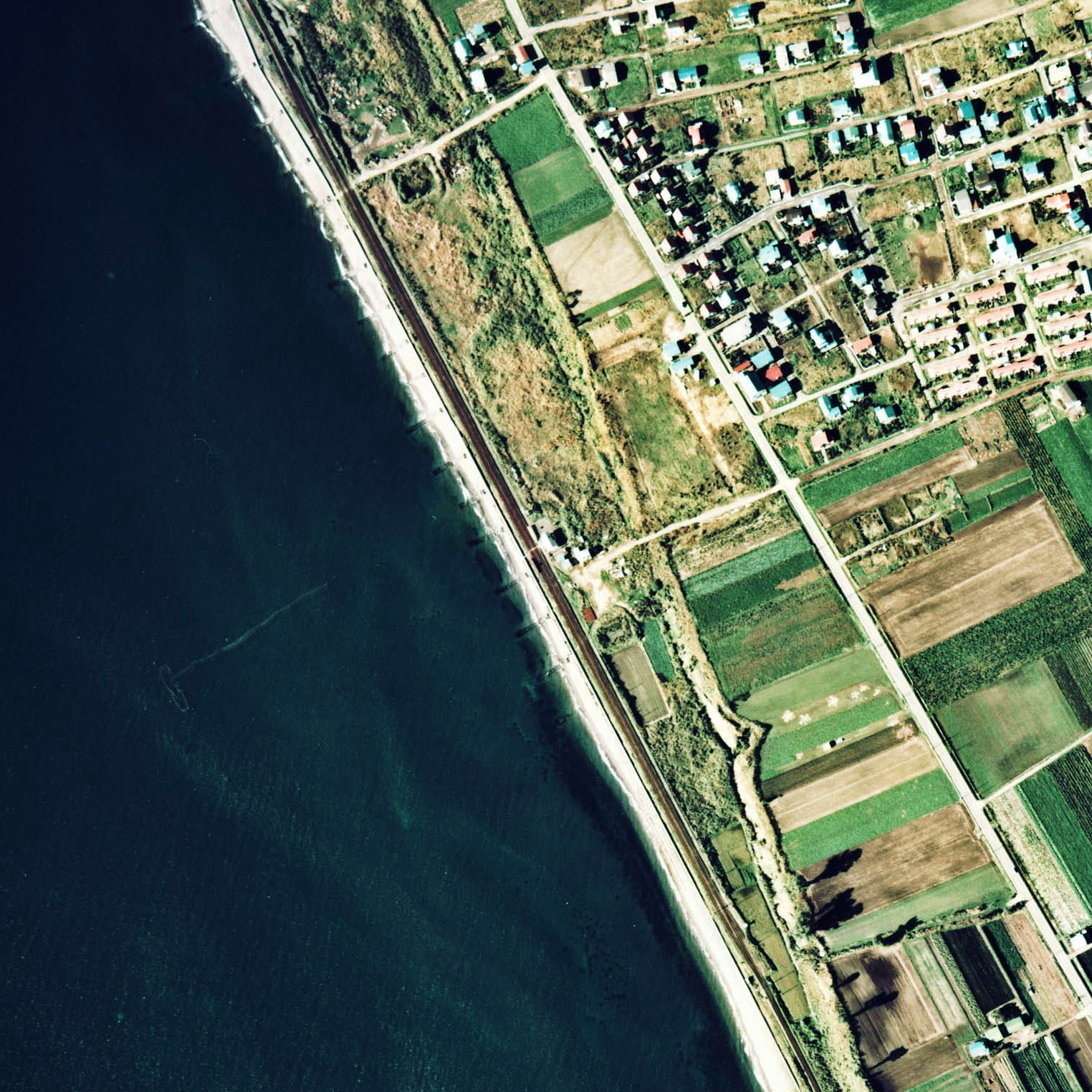
1976年の北舟岡信号場と周囲約750m範囲。下が東室蘭方面。2線からなり、1輌程度の短い千鳥状の相対式ホームを有している。

- 1944年（昭和19年）10月1日：運輸通信省室蘭本線の伊達舟岡信号場（だてふなおかしんごうじょう）として開設[1]。
- 1948年（昭和23年）7月1日：廃止[1]。
- 1963年（昭和38年）9月30日：北舟岡信号場として再開設[2][1]。
- 1986年（昭和61年）3月3日：北舟岡仮乗降場（局設定）として旅客扱い開始[1][3]
- 1986年（昭和61年）11月1日：交換設備使用停止。
  - その後、交換設備が廃され、再設置まで山側の単式ホームのみの1面1線となっていた時期があった（1993年3月末時点ではこの構造[4]）。
- 1987年（昭和62年）4月1日：国鉄分割民営化によりJR北海道に継承[1]。同時に駅に昇格[1]。北舟岡駅となる[1]。
- 1990年（平成2年）3月10日：営業キロ設定。
- 時期不詳[注 1]：無人化。
- 1994年（平成6年）3月1日：交換設備再設置。
- 2019年（平成31年）3月：伊達市が整備工事を進めていた、当駅の駅前広場および新待合室が供用開始[5]。なお、この時点では道路のみ未供用[5]。
- 2020年（令和2年）3月：駅前広場の道路工事が完了し、全面供用[5]。

### 駅名の由来
所在地、「舟岡町」の北にあることから。この地名は、仙台藩船岡領（現在の宮城県柴田郡柴田町、現在も東北本線に船岡駅がある）柴田家中の人々が1870年（明治3年）頃に入植したことからの名である。

## 駅構造
相対式ホーム2面2線を有する地上駅。互いのホームは跨線橋で連絡しており、線路の横断は不可とされている。線路は一線スルー式で海側の1番線は待避線となっており、特急列車の待避や列車同士の交換がない限り、旅客列車は基本的に2番線を使用する。特急列車などはほぼ最高速度で通過するため、注意が必要である。
信号場時代は有人であり、事務所2番線沿いに存在したが、駅へ昇格後に無人駅となった（伊達紋別駅管理）。
以前は、ホームから離れたところに海の家を思わせる待合室機能のみの駅舎と、別棟にトイレを有していた。
2017年より駅周辺の整備工事が開始され、旧待合室は2017年2月に撤去、工事期間中は仮設待合室が設置されていた。その後、2019年3月の駅前広場供用開始と同時に、新待合室が供用された。

### のりば
| 番線 | 路線      | 方向 | 行先             |
| ---- | --------- | ---- | ---------------- |
| 1・2 | ■室蘭本線 | 上り | 豊浦・長万部方面 |
| 1・2 | ■室蘭本線 | 下り | 東室蘭・室蘭方面 |

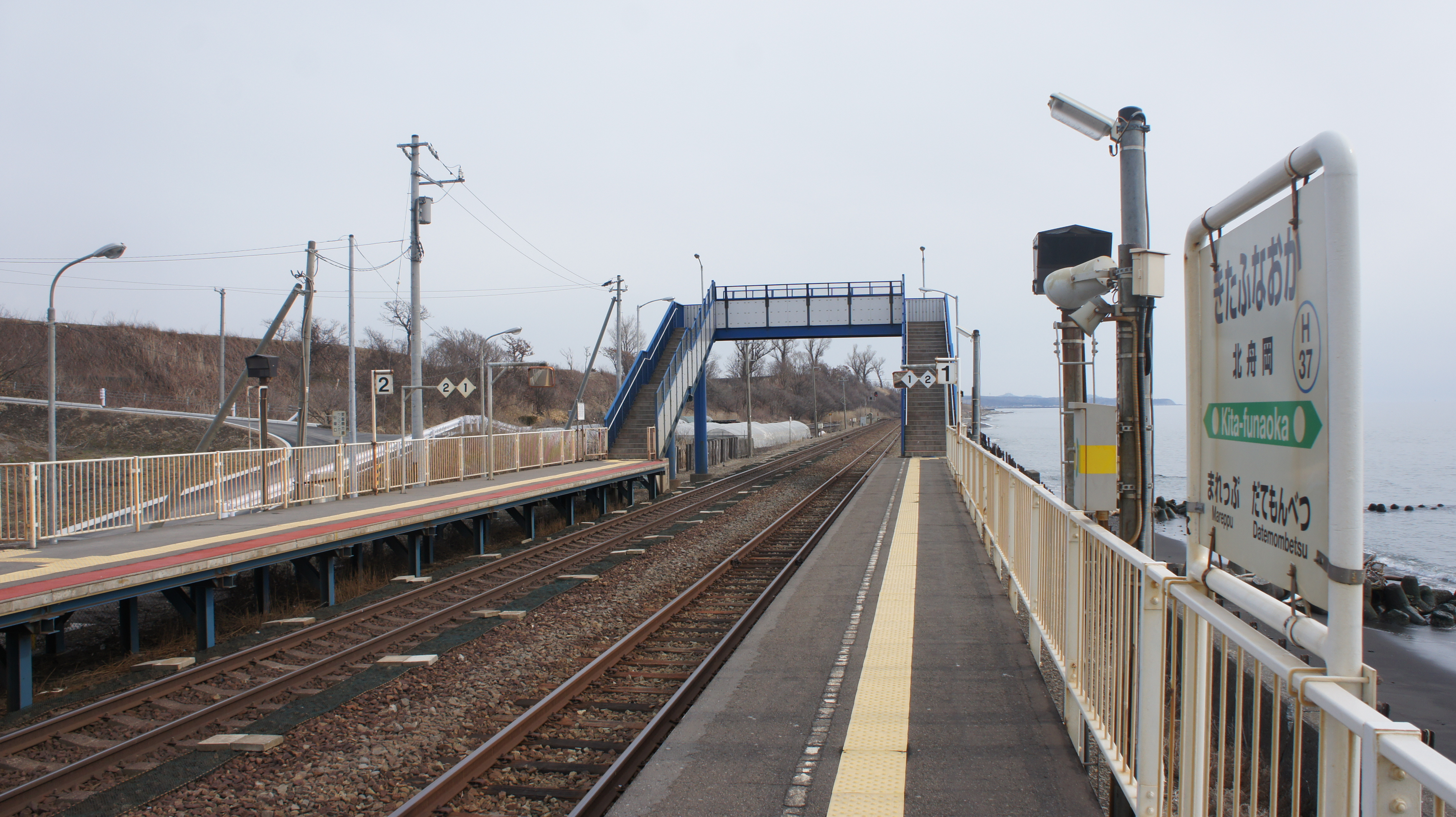
ホーム（2019年4月）
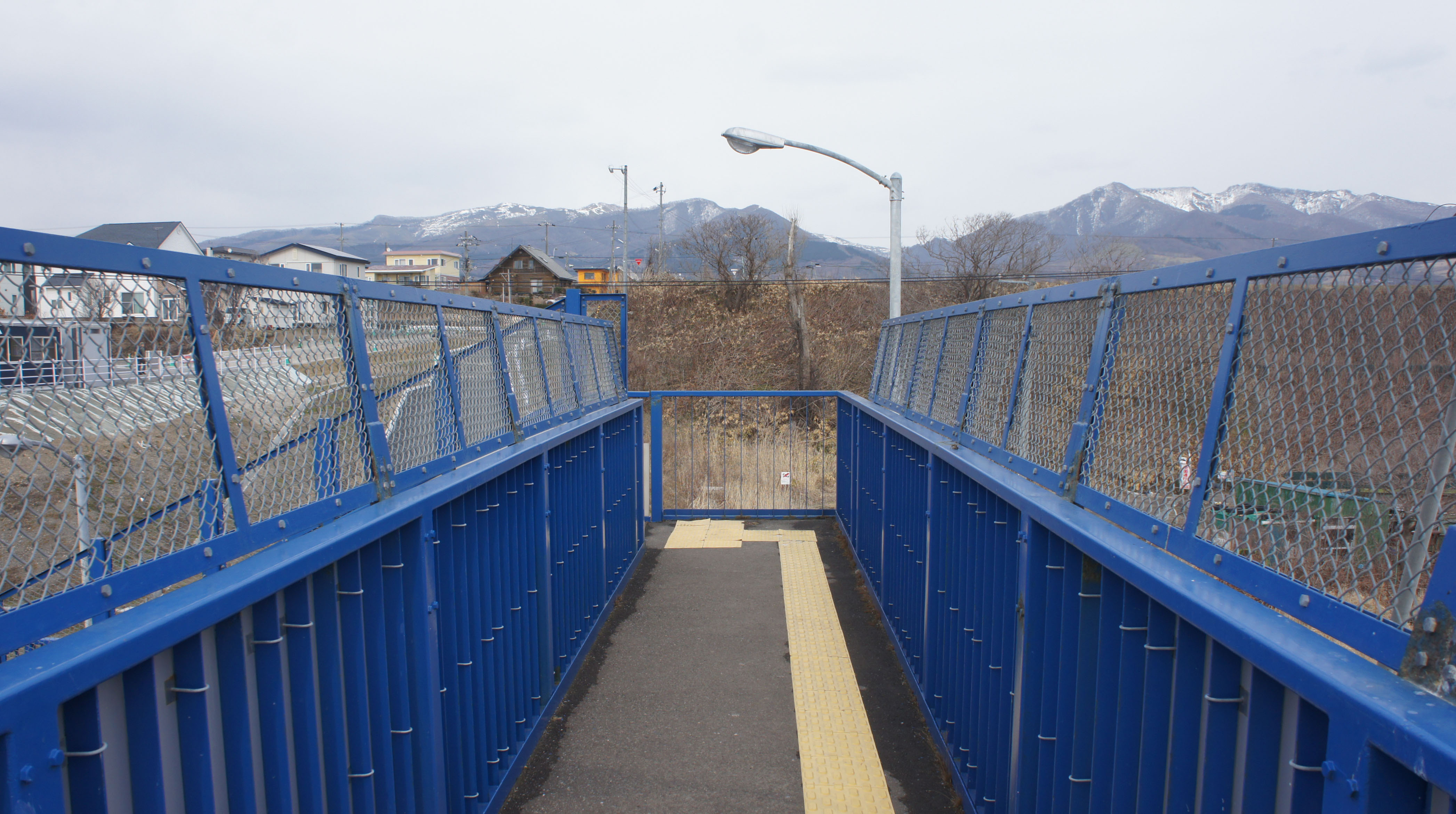
跨線橋（2019年4月）
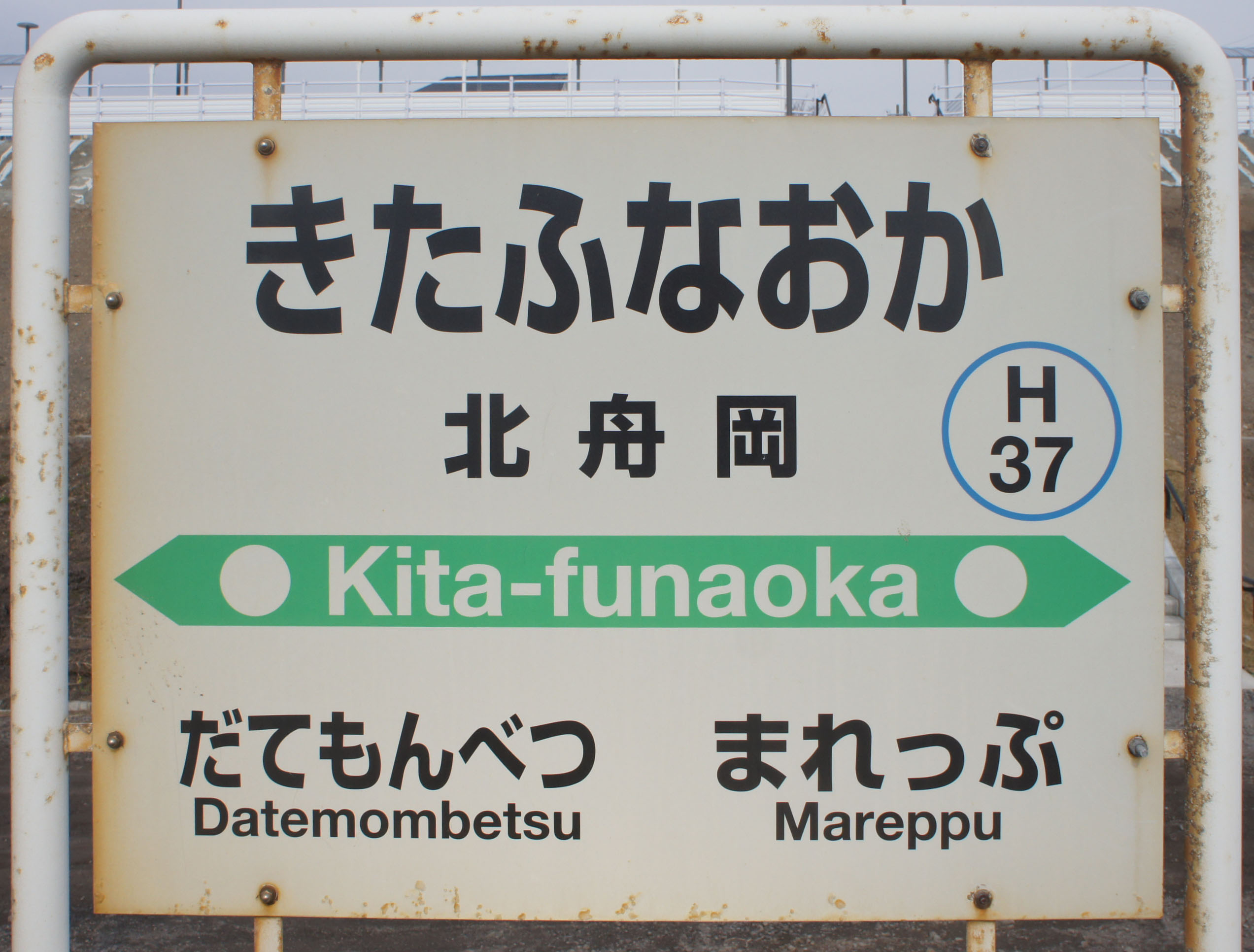
駅名標（2019年4月）
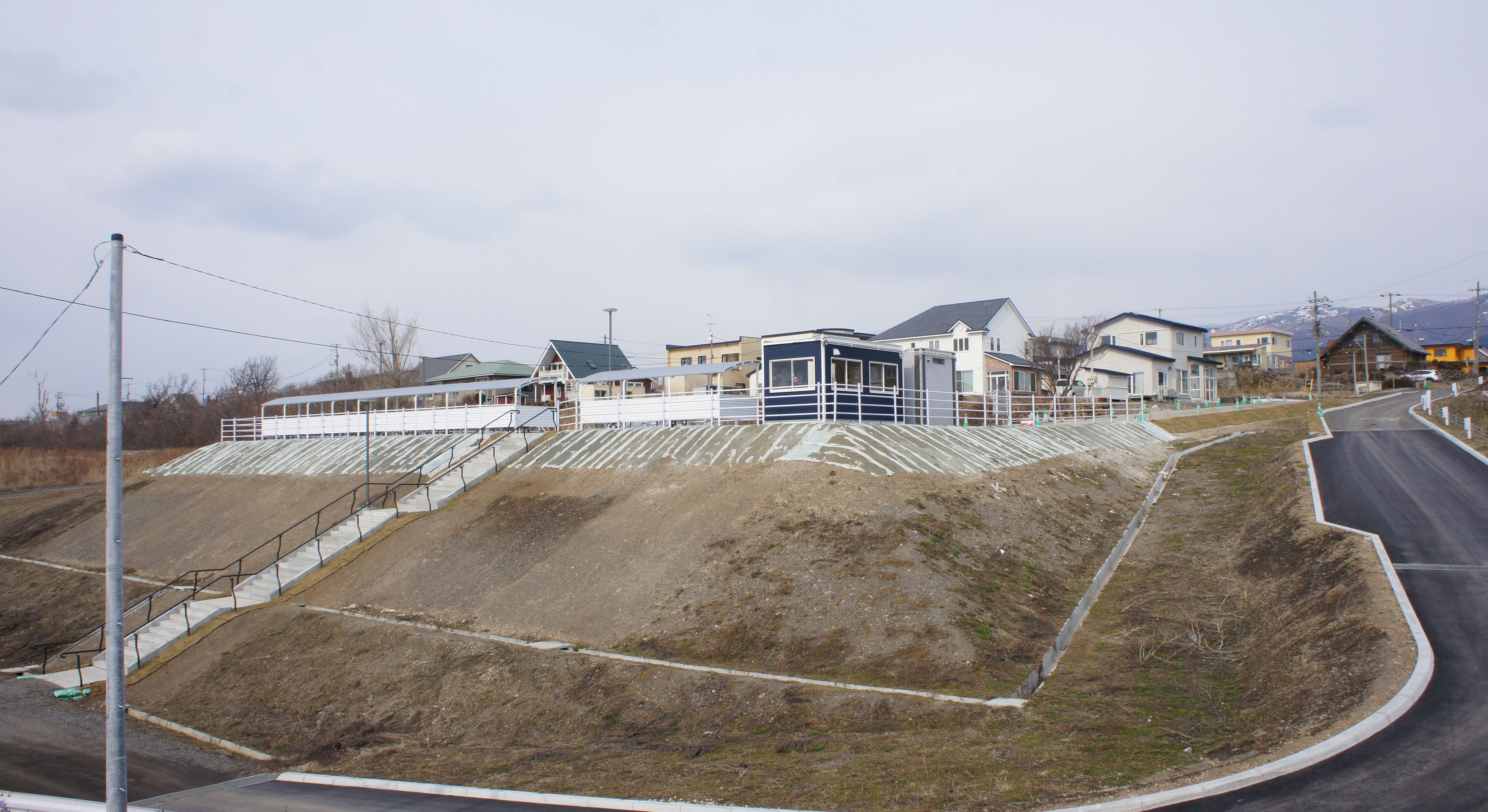
2019年に整備された駅前広場（2019年4月）
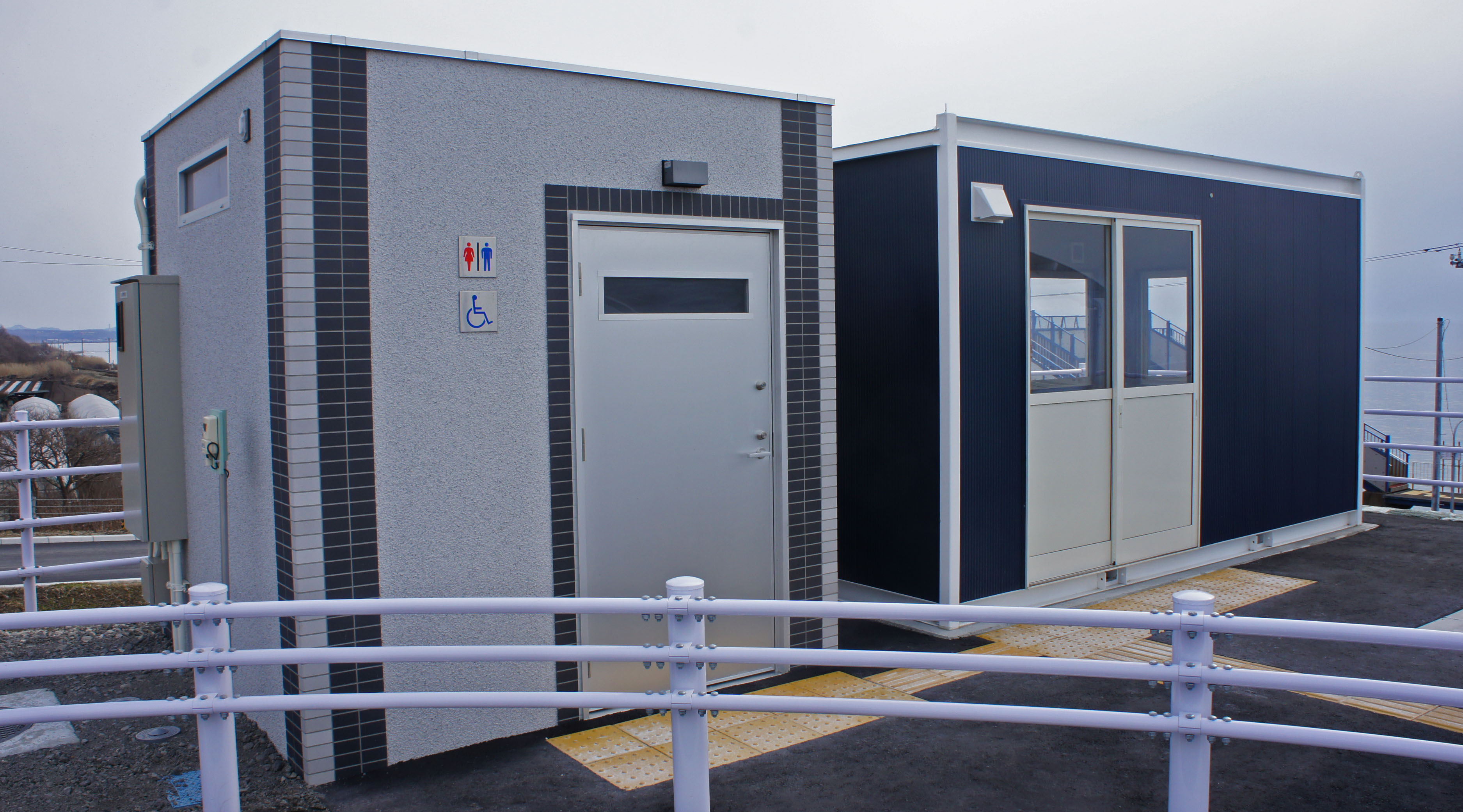
駅前広場内に設置された待合室とトイレ（2019年4月）
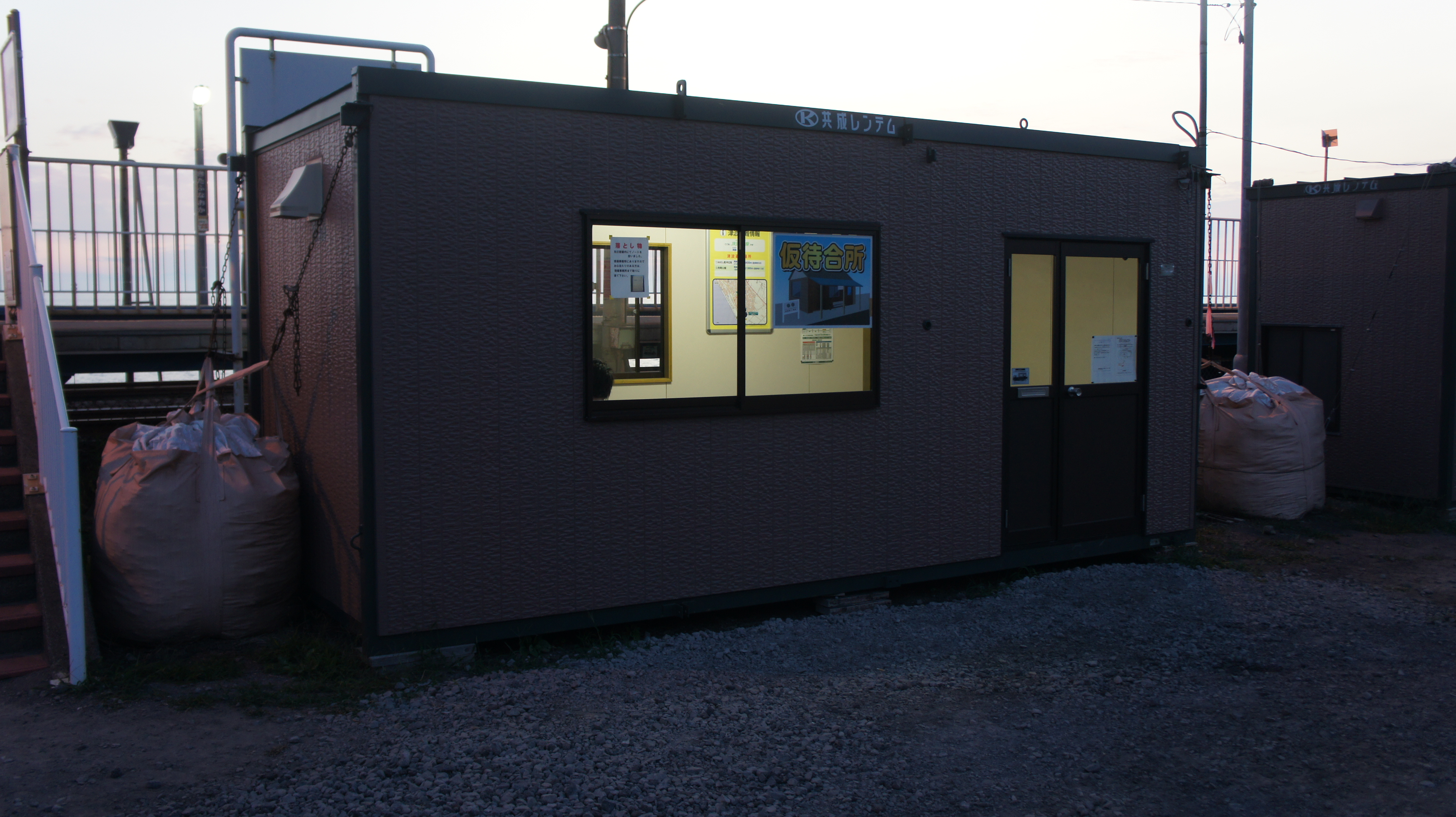
駅前広場工事期間中設置されていた仮設待合室（2017年9月）

## 利用状況
- 1992年度（平成4年度）の1日平均乗降人員は105人[4]。

1日の平均乗降人員は以下の通りである。
| 乗降人員推移 | 乗降人員推移 |
| 年度         | 1日平均人数  |
| ------------ | ------------ |
| 2011         | 192          |
| 2012         | 166          |
| 2013         | 182          |
| 2014         | 192          |

## 駅周辺
駅周辺は住宅地である。ホームのすぐ脇には内浦湾が広がり、晴れた日には駒ケ岳を望むことができる。
- みはらし団地
- 法弘寺
- 湯らん銭伊達店 - 伊達市舟岡町365の1、徒歩約7分[12]
- 舟岡郵便局
- 道南バス「見晴団地」停留所

## 隣の駅
北海道旅客鉄道（JR北海道）
■室蘭本線
伊達紋別駅 (H38) - 北舟岡駅 (H37) - 稀府駅 (H36)